# Progress M-01M
Progress M-01M (ryska: Прогресс М-01M) eller som NASA kallar den, Progress 31 eller 31P, var en rysk obemannad rymdfarkost som levererade förnödenheter, syre, vatten och bränsle till rymdstationen ISS. Den sköts upp med en Sojuz-U-raket från Kosmodromen i Bajkonur den 26 november 2008 och dockades på grund av problem med en antenn, manuellt med ISS den 30 november. 
Efter att ha lastats ur och senare fyllts med sopor lämnade farkosten rymdstationen den 6 februari 2009. Den brann som planerat upp i jordens atmosfär två dagar senare.

### Fotnoter
1. ↑  ”NASA Space Science Data Coordinated Archive” (på engelska). NASA. https://nssdc.gsfc.nasa.gov/nmc/spacecraft/display.action?id=2008-060A. Läst 1 mars 2020.
2. ↑  Manned Astronautics - Figures & Facts Arkiverad 12 maj 2012 hämtat från the Wayback Machine., läst 15 juli 2016.